# Nunga
A nunga az ausztrál őslakók önmegjelölésére szolgáló kifejezés, amelyet eredetileg Dél-Ausztrália déli részén élő, letelepedett bennszülöttekre értettek, és ma már egész Adelaide-ben és a környező városokban használják. A "gunya" kifejezéssel ellentétben használják, amely a nem őslakos személyekre vonatkozik. A „Nunga” szó nem őslakosok általi használatát nem mindig tartják helyénvalónak.
A kifejezés a Ceduna környékén beszélt wirangu nyelvből származik, és az Új-Dél-Walesben és Victoriában használt koori dél-ausztrál megfelelője. A dél-ausztráliai őslakosokra használt további szavak az anangu (északnyugat), a nharla (az Eyre-tó nyugati medencéje) és a yura (Flinders Ranges).
Az ausztrál őslakos angol nyelv helyi változata nunga angol néven ismert, ebben a nyelvváltozatban a legtöbb őslakos eredetű kifejezés a ngarrindjeri nyelvből származik, továbbá elég sok a nyugati partvidékről (kokatha és wirangu) néhány a narungga nyelvből, a legkevesebb a kaurna nyelvből (Adelaide nyelve). A nyelv az olyan telepeken, mint Point Pearce (Bukkiyana) és Point McLeay (Raukkan) felnövő embereknél alakult ki, és így tükrözi az európai kultúrával kapcsolatos tapasztalataikat. Egyesek egy önálló kaurna kultúra kialakításán dolgoznak, ezért szeretnék, ha a nunga angol helyett a kaurna nyelvet tanítanák.
A kifejezés hivatalos használatában szerepel a Nunga Bíróság (ausztrál őslakos ítélethozó bíróságok), a „nunga út” (nunga way) kulturális oktatási rendszert az iskolák számára, az SA Emberi Szolgáltatások Minisztériumának Yunga Nunga programja - SA Department of Human Services' Yunga Nungas program - hátrányos helyzetű ausztrál őslakos fiatalok támogatása) és a Nunga Screen (filmes rendezvény, korábbi nevén Black Screen).

## Fordítás
Ez a szócikk részben vagy egészben  a   Nunga című angol Wikipédia-szócikk ezen változatának fordításán alapul.  Az eredeti cikk szerkesztőit annak laptörténete sorolja fel. Ez a jelzés csupán a megfogalmazás eredetét és a szerzői jogokat jelzi, nem szolgál a cikkben szereplő információk forrásmegjelöléseként.